# 小行星4909
小行星4909（4909 Couteau）是一颗绕太阳运转的小行星，为主小行星带小行星。该小行星于1949年9月28日发现。

## 轨道参数
小行星4909的轨道半长轴为2.2737832 UA，离心率为0.247。